# Stefan Arbatowski

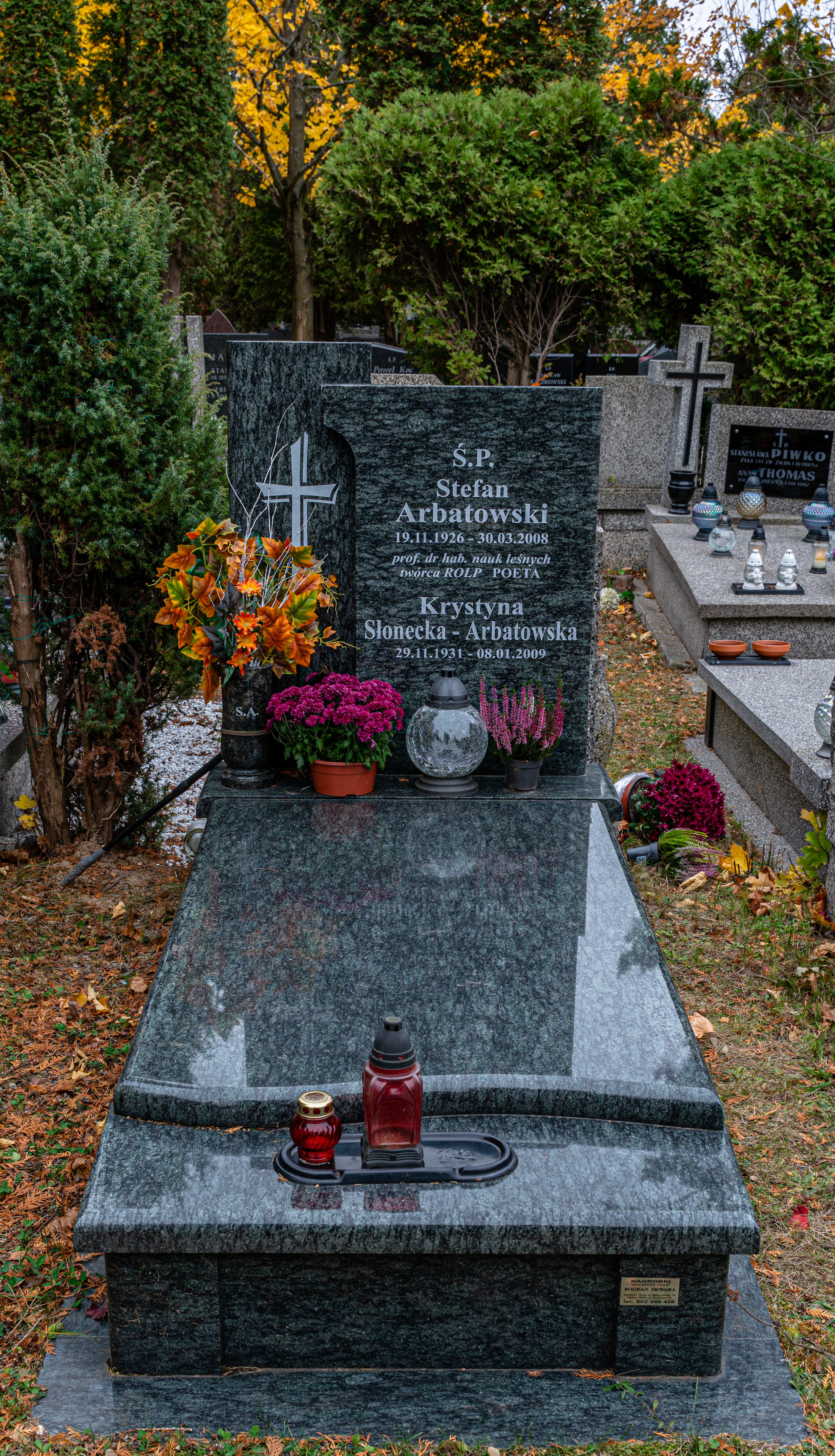
Grób Stefana Arbatowskiego na cmentarzu komunalnym Północnym w Warszawie

Stefan Arbatowski (ur. 12 listopada 1926 w Krzynowłodze Małej, zm. 30 marca 2008 w Warszawie) – prof. nadzw., dr hab. nauk leśnych, poeta.
Absolwent liceum w Przasnyszu (1950). W 1954 ukończył studia na Wydziale Leśnym SGGW w Warszawie. Pracował w nadleśnictwie, następnie w Ministerstwie Leśnictwa i Przemysłu Drzewnego oraz w Instytucie Badawczym Leśnictwa. Uzyskał stopień doktora, następnie habilitował się w IBL: rozprawa Ekonomiczna efektywność plantacji szybko rosnących gatunków drzew leśnych (1992). Profesor IBL. Twórca i prezes honorowy Ruchu Obrony Lasów Polskich. 
Autor kilkunastu zbiorów poezji: Puszcza (1992), Tatrom w hołdzie (1993), Oddech ziemi (1993), Zegary wujka Antoniego (1993), Trudno zapomnieć (1994), Korkociąg (1994), Industria - przeciw ginącemu światu (1994), Werdykt klejnotów - erotyki (1996), Witaj satyro (1998), Inaczej - Ars poetica (2000), Medytacje (2000), Znak rozpoznawczy (2001), Zza pazuchy (2002), Lot nad kukułczym gniazdem czyli być - a nawet nie być (2003).
Działacz Środowiska Warszawskiego Towarzystwa Przyjaciół Ziemi Przasnyskiej. W 2004 otrzymał statuetkę Przasnyskiego Koryfeusza. Pochowany na cmentarzu Północnym w Warszawie.